# Maraix
Maraix o Kahramanmaraş (turc) és una ciutat de Turquia, i capital de la província de Kahramanmaraş.

## Història

### Història antiga
En el passat era una ciutat de Cilícia, al Taure. El seu nom inicial fou Markasi i fou capital del regne siri de Gurgum.
La ciutat apareix esmentada altra vegada en temps de l'Imperi romà quan es deia Germanicea Cesarea, segons sembla, en honor de Cal·lígula. D'acord amb un article del diari Cumhuriyet, aparegut el 20 de desembre del 2010, s'haurien desenterrat les primeres ruïnes de Germanicea en el barri de Dulkadiroğulları d'aquesta ciutat.

### Edat mitjana
El 638 el califa va enviar des Menbidj a Khalid ben al-Walid contra la ciutat i la guarnició grega es va rendir a canvi de poder sortir lliurement, però les seves defenses van ser destruïdes. El 650 fou lloc de concentració per a la sayfa de Sufyan ben Awf al-Ghamidi. Fou una de les bases d'al-Thughur pels atacs de les forces del califat a territori romà d'Orient. El califa Muàwiya I la va fer reconstruir amb el nom de Maraix però després de la mort de Yazid I els romans d'Orient la van atacar diverses vegades i va quedar despoblada.
Muhammad ibn Marwan va trencar el 74 de l'hègira (693/694) la treva que havia pactat Abd al-Malik i el 694 Maraix fou atacada pels romans d'Orient. Abbas, fill d'Al-Walid la va restaurar i la va repoblar. En temps de Marwan II fou assetjada pels romans d'Orient que la van ocupar el 746 i fou destruïda, però l'any següent Marwan la va recuperar i la va restaurar i el castell central es va dir des de llavors al-Marwani. El 754 els grecs la van saquejar altra vegada. Al-Mansur la va fer reconstruir a Salih ben Ali vers el 760, i s'hi va establir una guarnició.
El 769 els habitants de la regió (els Amk de Maraix) foren deportats a Ramla acusats d'afavorir els romans d'Orient. El 778 fou assetjada per un exèrcit grec dirigit per Miquel Lacanodrakon, i fou defensada per Isa ben Ali, besoncle del califa al-Mahdi; Miquel va destruir la propera ciutat d'Al-Hadath i va devastar la zona fronterera però no va poder ocupar Maraix. El 799 Harun al-Raixid va fer construir la ciutat d'Al-Haruniyya prop de Maraix.
El 841 l'emir-governador de Maraix, Abu Said Muhàmmad ben Yusuf, va envair l'Àsia Menor, però fou derrotat i els grecs van ocupar Al-Hadath, Maraix i el districte de Malatya (Melitene) temporalment. El 877 Basili I va atacar Maraix, però no la va poder ocupar, tot i que sí que va saquejar la rodalia, igual que va fer a Al-Hadath.
Andrònic va envair el 292 de l'hègira (904-905) la regió, va derrotar les guarnicions de Tars i Massisa i va destruir Kurus. L'armeni Mleh (Malih) va ocupar Maraix el 916 i es van emportar 50.000 presoners de la ciutat i de Tars. El 949 Joan Kurkuas va ocupar Maraix durant la lluita contra Sayf al-Dawla Ali ben Abul Haydja Abd Allah ben Hamdan d'Alep, que el 952 va derrotar el domesticos, la va recuperar i va refer les fortificacions. El 956 el príncep hamdànida Abul Ashair fou fet presoner i els romans d'Orient se'l van emportar; el seu sogre Abul Firas els va seguir fins a Maraix per intentar alliberar-lo sense èxit. L'agost del 962 Maraix fou ocupada per Nicèfor Focas, aquesta vegada durant més temps. Fou atacada per Bandjutakin el 992 que hi va fer botí i alguns presoners, però sense reconquerir-la.
L'armeni Filàret Bracami (Filardus ar-Rumí), uns 60 anys després es va crear un petit regne a la regió nord de Síria, al capdavant d'una banda de lladres i amb l'ajut romà d'Orient; era nascut a Xirbaz un dels poblets del districte de Maraix.

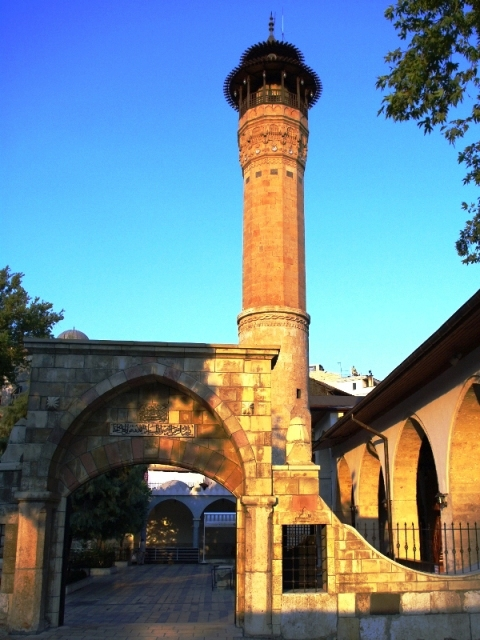
Minaret de la Gran Mesquita de Kahramanmaraş (Kahramanmaraş Ulu Camii), una de les moltes mesquites històriques de la ciutat

El 1097 fou ocupada per Jofré de Bouillon que hi va instal·lar un bisbe i fou coneguda com a Marase. El 1110 Bohemon I d'Antioquia que feia una expedició contra Malatya, fou fet presoner a Gafina, a la regió (Amk) de Maraix, per l'emir Gumuixtegin ben Danixmand. Poc temps després (1101) l'emperador Aleix I Comnè va enviar el general Butumites contra Maraix; el general la va ocupar. Va refer les fortificacions i va deixar el comandament a Monastras. El comandament de la ciutat de Maraix fou confiat a l'armeni Thathul que s'havia distingit en la lluita contra Bohemon per la possessió de la ciutat. El 1104 la va abandonar i la va lliurar a Joscelí de Courtenai, senyor de Terbessel (Tell Bashir). Probablement la filla de Thathul es va casar amb Balduí, germà de Jofré, però el 1105 ja estava en mans de Tancred d'Antioquia, i li fou reconeguda per tractat el 1108. El governador-feudatari de la ciutat fou un armeni de nom Basil (Kogh Vasil = Basil el cap) i al morir el 1114 la seva vídua va fer submissió a Ak Sunkur al-Bursuki de Mossul.
El 27 de novembre del 1114 la ciutat fou devastada per un terratrèmol, i poc després el rei Balduí I de Jerusalem va crear un feu que abraçava Maraix, Kaysum i Raban i el va donar a un monjo de nom Godfroi, el qual va morir el 1124 mentre participava en el setge de Menbidj junt amb Joscelí de Courtenay ara comte d'Edessa. El feu va tenir altres posseïdors. El 1136 o 1137 el danishmendita Muhammad ben Amir Ghazi va devastar la regió de Maraix i la de Kaysum. El 1138 va arribar a la rodalia de Maraix (i les va saquejar) el sultà seljúcida Masud, i el 1141 va fer el mateix l'emir de Malatya, Malik Muhammad. També va saquejar la regió Kilidj Arslan II el 1147, moment en què el feudatari era Renaud, gendre de Joscelí d'Edessa, que va morir en combat el 1149 a Inib. L'11 de setembre de 1149 Kilidj Arslan i el seu pare Masud van sortir en expedició des d'Elbistan cap a Maraix, que fou assetjada. La guarnició va capitular a canvi de poder sortir i anar-se'n sans i estalvis, però després el sultà va enviar un cos de turcs en persecució dels soldats, i foren eliminats.
El 546 de l'hègira (1151-1152) l'aiúbida Nur al-Din d'Alep que havia capturat a Joscelí d'Edessa, es va apoderar de Maraix i de bona part del comtat (incloses Tell Bashir, Aintab. Duluk, Kurus, etc.). La regió fou llavors dividida: el sultà Masud va rebre Maraix, Barzaman, Raban, Kaysum i Bahasna; l'ortúkida Kara Arslan de Hisn Ziyad va rebre Babula, Gargar, Kiakhta i Hisn Mansur; i Nur al-Din va conservar la resta. El 1155 Kilidj Arslan, al que el seu pare Masud havia cedit la senyoria de Maraix, va atacar un poble armeni, i els armenis, sota el comandament d'Esteve, germà del príncep Thoros, van atacar Maraix i la van incendiar (1156) i se'n van emportar la població aprofitant l'absència del sultà i de les tropes. Entre els presoners hi havia el bisbe de Maraix, Denys bar Salibi. El 1165 Thoros de l'Armènia Menor va atacar altra vegada Maraix i la va ocupar temporalment i Nur al-Din la va arrabassar llavors a Kilidj Arslan mentre el seljúcida estava en campanya contra el danishmèndida Dhul Nun (14 de juny de 1173), conquesta a la que va seguir Bahasna; sembla que les va donar al seu aliat Mleh de l'Armènia Menor. El senyor de Maraix (no és segur que fos Mleh) va atacar el districte de Raban, i al-Malik al-Zahir va aixecar un exèrcit contra ell vers 1195 o 1196 però el senyor de Maraix va implorar pietat i va reconèixer la sobirania aiúbida. D'altra banda el 1185 l'armeni Rupen III va fer presoner Bohemon III d'Antioquia i el va obligar a cedir la regió de Djayhan a Kastun (dins el districte de Maraix).
Giyath al-Din Kaykhusraw I fill de Kilidj Arslan II va ocupar Maraix el 1208 en el curs d'una campanya contra Armènia Menor i en va nomenar governador a Husam al-Din Hasan, al que va succeir el seu fill Ibrahim ben Hasan, i a aquest el seu fill Nusrat al-Din. Després va seguir el seu fill Muzaffar al-Din, amb un regnat bastant llarg, seguit pel del seu germà Imad al-Din que, mancat del suport d'Izz al-Din Kaykaus I sultà de Rum i del sultà d'Egipte, va evacuar Maraix el 1258 i fou ocupada pels armenis. Els mongols van aparèixer per Maraix i se'n van apoderar vers el 1260.
El 1271 Bàybars I va enviar des d'Alep una força militar dirigida par Baybars al-Waziri i Isa ben Muhim contra Maraix, i en va expulsar els mongols, però la ciutat va quedar en poder dels armenis. El 1274 es van enviar altra vegada tropes que no van poder ocupar la ciutat però van arribar a les seves portes. Les negociacions diplomàtiques entre el govern de Sis i Baybars tenien com a finalitat la cessió de Maraix i Bahasna, que Baybars reclamava, però finalment va accedir a rebre una compensació en metàl·lic. El sultà Al-Àixraf Khalil (1290-1293) va rebre Maraix, Bahasna i Tell Hamdun mitjançant tractat el 1292, però algun temps després Maraix i Tell Hamdun estaven altra vegada en mans dels armenis, i el 1297 foren ocupades per Bilban Tabakhi, naib d'Alep pel compte del sultà al-Mansur Lajin. Un tractat amb Armènia Menor del 1298 va establir la frontera al riu Djayhan, per tant i Hamus, Tell Hamdun, Kubara, al-Nukayr, Hadjar Shughlan, Sirfandakar i Maraix van quedar en possessió del sultà.
Després del 1350 la regió de Maraix i Bahasna fou ocupada per Zayn al-Din Karadja ben Dhul Kadir i el seu fill Ghars al-Din Khalil fundadors de la dinastia de Dulkadir-oğlu o Dulkadiroğulları, junt amb Malatya, Elbistan i Kharpurt. Un dels seus successors, l'emir Malik Arslan fou assassinat a la mesquita de Maraix el 870 de l'hègira (1465-1466). El 1515 el principat del Dhu l-Kadr va passar a la sobirania otomana i amb ell Maraix. L'emir Şahsuvaroğlu Ali Bey va conservar el govern en feu però a la seva mort el 1522 els membres de la família reberen governs a províncies europees i Dhu l-Kadr va esdevenir una regió administrativa normal igual que la resta on regia el sistema de wilayats i sandjaks.

### Edat Moderna i Contemporània

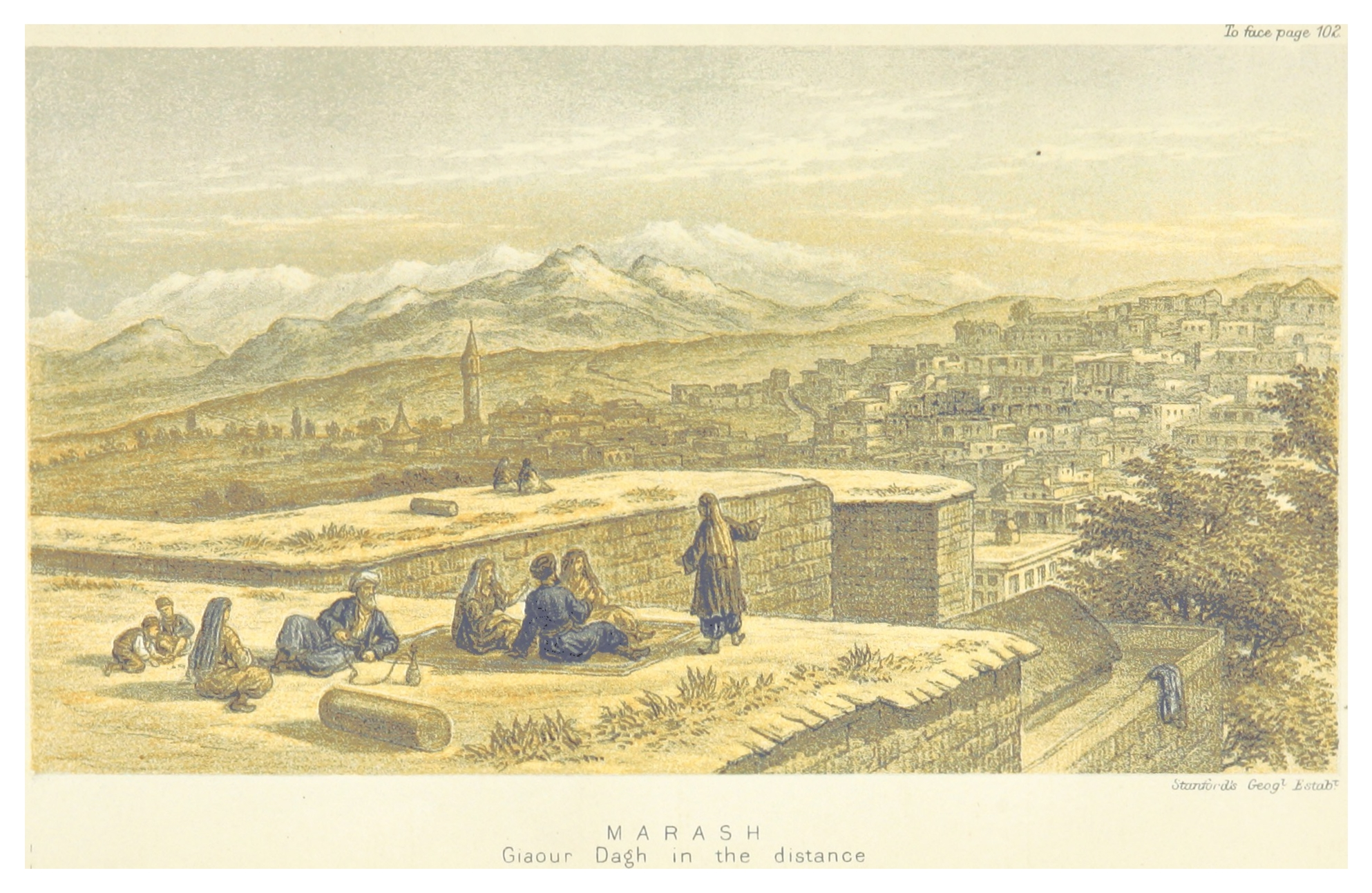
Maraix - 1875

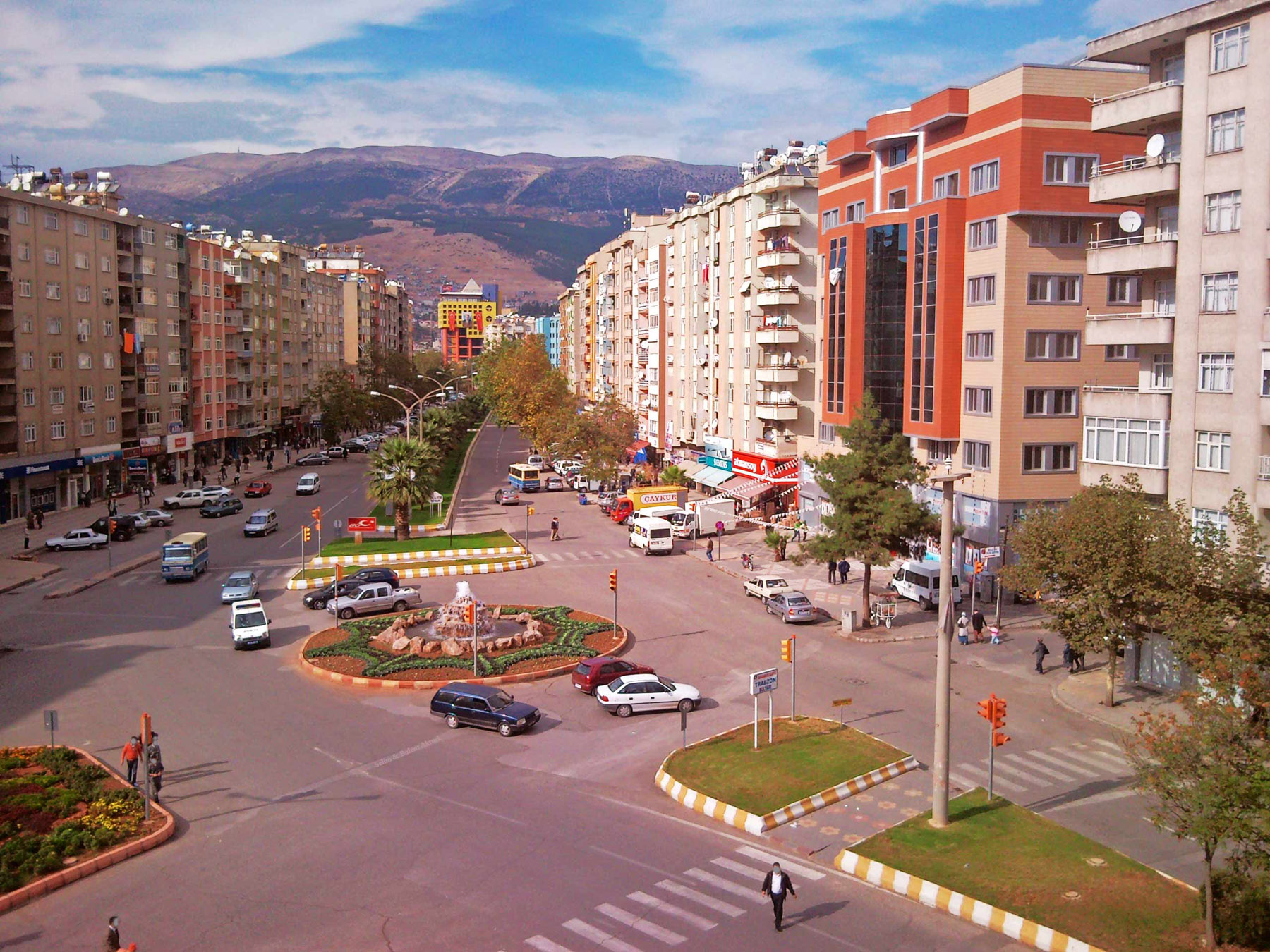
L'Avinguda Trabzon (Trabzon Caddesi)

Dhu l-Kadriyya fou un vilayet dividit en dos sandjaks i cinc kadas (Maraix, Elbistan, Kars, Samanto o Samizad i Buzok). Una nova divisió, vigent el 1574, va establir cinc sandjaks (Maraix, Malatya, Aintab, Sis i Kars) però el 1632 es van segregar els sandjaks de Malatya i Sis. A final de segle però eren sis: Maraix, Kars, Malatya, Aintab, Samsat i Nigde.
Del 1830 al 1840 va estar ocupada per les tropes egípcies. En aquest temps Maraix era un sandjak de l'eyalat d'Alep i tenia els kadas de Maraix, Elbistan, Andirin, Pazardjik i Zeytun. El 1919 fou ocupada pels anglesos, seguits immediatament pels francesos, els quals van evacuar la regió el 1922.
Per decisió del Parlament de Turquia de 7 d'octubre de 1973, la ciutat fou rebatejada com a Kahranmanmaraş. L'addicció de "Kahraman" ("Heroi" en turc) fou feta en commemoració de la victòria contra els francesos en la batalla de Maraix, durant la Guerra d'Independència Turca. Després de la guerra, Maraix també va rebre la Medalla Turca de la Independència per un conjunt d'accions, entre les quals destaca l'Incident Sütçü İmam.
Posteriorment Maraix va esdevenir capital de una 'il (província), amb els set districtes següents: Afşin, Andırın, Elbistan, Göksun, Pazarcık i Türkoğlu. Actualment els districtes són deu: Kahramanmaraş, Afşin, Andırın, Çağlayancerit, Ekinözü, Elbistan, Göksun, Nurhak, Pazarcık i Türkoğlu.